# Чернишова Марина Віталіївна
Марина Віталіївна Чернишова (нар. 25 червня 1999, Чугуїв) — українська тенісистка.
Чернишова має високий у кар’єрі рейтинг WTA - 280 в одиночному розряді, досягнутий 9 вересня 2019 року та 371 у парному розряді, досягнутий 14 травня 2018 року. 
Чернишова виграла свій найбільший на сьогоднішній день титул ITF на Відкритому чемпіонаті Загреба 2019, обігравши Реку Луцу Яні у фіналі, прямо в сетах. 

## Фінал ITF Circuit
| Легенда          |
| ---------------- |
| Турніри $100 000 |
| Турніри $80 000  |
| Турніри $60 000  |
| Турніри $25 000  |
| Турніри $15 000  |
| Турніри $10 000  |

### Одиночний розряд: 12 (9 перемог, 3 поразки)
| Результат | В–П | Дата          | Турнір                        | Рівень   | Поверхня | Суперниця           | Рахунок          |
| --------- | --- | ------------- | ----------------------------- | -------- | -------- | ------------------- | ---------------- |
| Виграш    | 1–0 | Квітень 2017  | ITF Шимкент, Казахстан        | 15,000   | Глина    | Анастасія Прибилова | 6–3, 6–3         |
| Програш   | 1–1 | Липень 2017   | ITF Прокупле, Сербія          | 15,000   | Глина    | Деспіна Папаміхайл  | 6–3, 6–7(5), 3–6 |
| Виграш    | 2–1 | Серпень 2017  | ITF Івано-Франківськ, Україна | 15,000   | Глина    | Карін Кеннел        | 6–4, 3–6, 6–0    |
| Виграш    | 3–1 | Листопад 2017 | ITF Анталія, Туреччина        | 15,000   | Глина    | Дія Евтімова        | 3–6, 7–5, 6–0    |
| Виграш    | 4–1 | Грудень 2017  | ITF Анталія                   | 15,000   | Глина    | Аміна Аншба         | 6–4, 6–4         |
| Виграш    | 5–1 | Грудень 2017  | ITF Анталія                   | 15,000   | Глина    | Аліна Сіліч         | 6–0, 6–7(8), 6–1 |
| Виграш    | 6–1 | Вересень 2018 | ITF Алмати, Казахстан         | 15,000   | Глина    | Дарія Лодікова      | 6–4, 6–3         |
| Програш   | 6–2 | Вересень 2018 | ITF Шимкент, Казахстан        | 15,000   | Глина    | Ксенія Палкіна      | 0–1 ret.         |
| Виграш    | 7–2 | Лютий 2019    | ITF Анталія, Туреччина        | 15,000   | Глина    | Юкі Наіто           | 7–6(3), 2–6, 6–2 |
| Виграш    | 8–2 | Березень 2019 | ITF Анталія                   | 15,000   | Глина    | Елеонора Молінаро   | 6–4, 6–4         |
| Програш   | 8–3 | Березень 2019 | ITF Анталія                   | 15,000   | Глина    | Вікторія Дема       | 6–4, 2–6, 1–6    |
| Виграш    | 9–3 | Вересень 2019 | Zagreb Open, Хорватія         | 60,000+H | Глина    | Река Луца Яні       | 6–1, 6–4         |

### Парний розряд: 14 (8 перемог, 6 поразок)
| Результат | В–П | Дата          | Турнір                        | Рівень | Поверхня | Партнерка          | Суперниці                                | Рахунок             |
| --------- | --- | ------------- | ----------------------------- | ------ | -------- | ------------------ | ---------------------------------------- | ------------------- |
| Програш   | 0–1 | Грудень 2016  | ITF Анталія, Туреччина        | 10,000 | Глина    | Анна Уколова       | Ема Бургич Бучко Ульрікке Ейкері         | 4–6, 1–6            |
| Виграш    | 1–1 | Травень 2017  | ITF Анталія                   | 15,000 | Глина    | Катерина Слюсар    | Таїсія Мордергер Яна Мордергер           | 6–2, 7–6(0)         |
| Виграш    | 2–1 | Липень 2017   | ITF Прокупле, Сербія          | 15,000 | Глина    | Дарія Лодікова     | Наталія Сук Катержина Ванькова           | 3–6, 6–4, [10–4]    |
| Виграш    | 3–1 | Серпень 2017  | ITF Івано-Франківськ, Україна | 15,000 | Глина    | Вероніка Капшай    | Елена-Теодора Кадар Олександра Корашвілі | 4–6, 6–2, [11–9]    |
| Програш   | 3–2 | Вересень 2017 | ITF Буча, Україна             | 15,000 | Глина    | Катерина Слюсар    | Мартіна Кольменья Мішель Александра Жмау | 4–6, 3–6            |
| Виграш    | 4–2 | Листопад 2017 | ITF Анталія, Туреччина        | 15,000 | Глина    | Святлана Піраженка | Дія Евтімова Река Луца Яні               | 6–4, 6–1            |
| Виграш    | 5–2 | Грудень 2017  | ITF Анталія                   | 15,000 | Глина    | Аліна Сіліч        | Елені Кордолаймі Ясміна Тініч            | 6–3, 6–7(3), [10–8] |
| Виграш    | 6–2 | Квітень 2018  | ITF Туніс, Туніс              | 25,000 | Глина    | Сеоне Мендез       | Аміна Аншба Анастасія Гримальська        | 7–6(5), 6–4         |
| Програш   | 6–3 | Квітень 2018  | ITF Хаммамет, Туніс           | 15,000 | Глина    | Оана Гавріле       | Аміна Аншба Марія Марфутіна              | 6–4, 2–6, [10–12]   |
| Програш   | 6–4 | Червень 2018  | ITF Анталія, Туреччина        | 15,000 | Глина    | Меліс Сезер        | Дія Евтімова Ангеліна Журавльова         | 5–7, 6–3, [12–14]   |
| Виграш    | 7–4 | Липень 2018   | ITF Кнокке, Бельгія           | 15,000 | Глина    | Анна Уколова       | Меліна Ферреро Софія Луїні               | 1–6, 6–1, [10–8]    |
| Виграш    | 8–4 | Вересень 2018 | ITF Алмати, Казахстан         | 15,000 | Глина    | Влада Екшібарова   | Альбіна Хабібуліна Ксенія Палкіна        | 7–6(3), 6–2         |
| Програш   | 8–5 | Лютий 2019    | ITF Анталія, Туреччина        | 15,000 | Глина    | Влада Екшібарова   | Кемре Аніл Оана Георгета Сіміон          | 2–6, 4–6            |
| Програш   | 8–6 | Липень 2019   | ITF Битом, Польща             | 25,000 | Глина    | Дарія Лодікова     | Далма Галфі Катаржина Пітер              | 4–6, 0–6            |